# Helicóptero de transporte militar
Un helicóptero de transporte militar es aquel que se utiliza para transportar tropas o cargas. Los más capaces pueden llegar a transportar artillería o vehículos acorazados. Son herramientas eficaces para abastecer de munición a las tropas cuando otros medios de transporte no son fáciles de usar: es el caso del combate en la selva. Su principal defecto es ser vulnerables al fuego antiaéreo, especialmente a los misiles superficie-aire. Los sistemas de defensa aérea portátiles son la principal amenaza por su abundancia, facilidad de uso y dificultad de detección.

## Clasificación de los helicópteros militares

### Helicópteros de transporte ligero

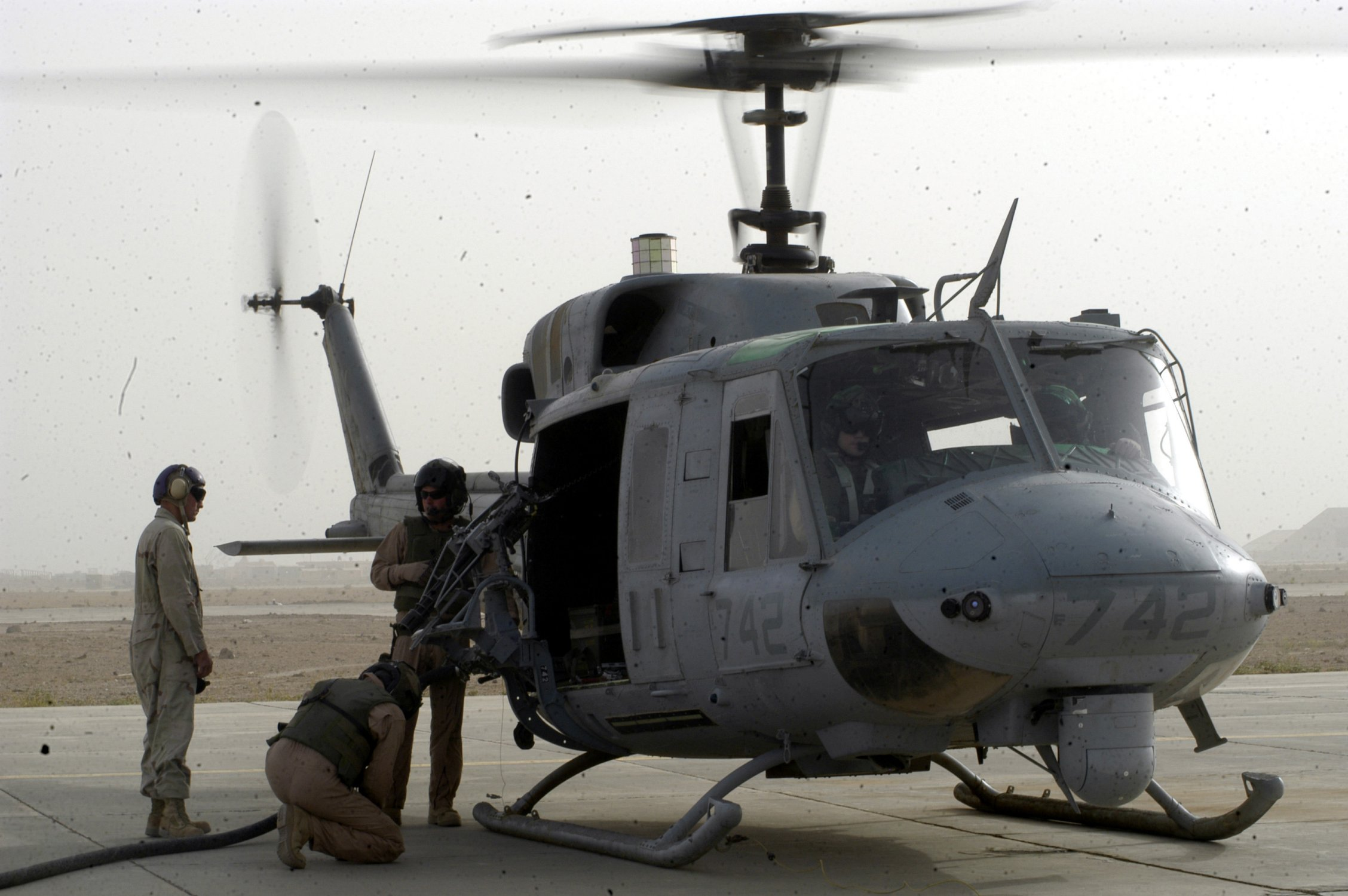
Un grupo de Marines estadounidenses operando un helicóptero UH-1N.

Este tipo de helicóptero se usa para el transporte de tropas. Se suele usar el acrónimo inglés LTH (Light Transport Helicopter). Suelen estar equipados con armamento ligero como ametralladoras. Ejemplos son el Bell UH-1 y el Eurocopter EC155.

### Helicópteros de transporte medio

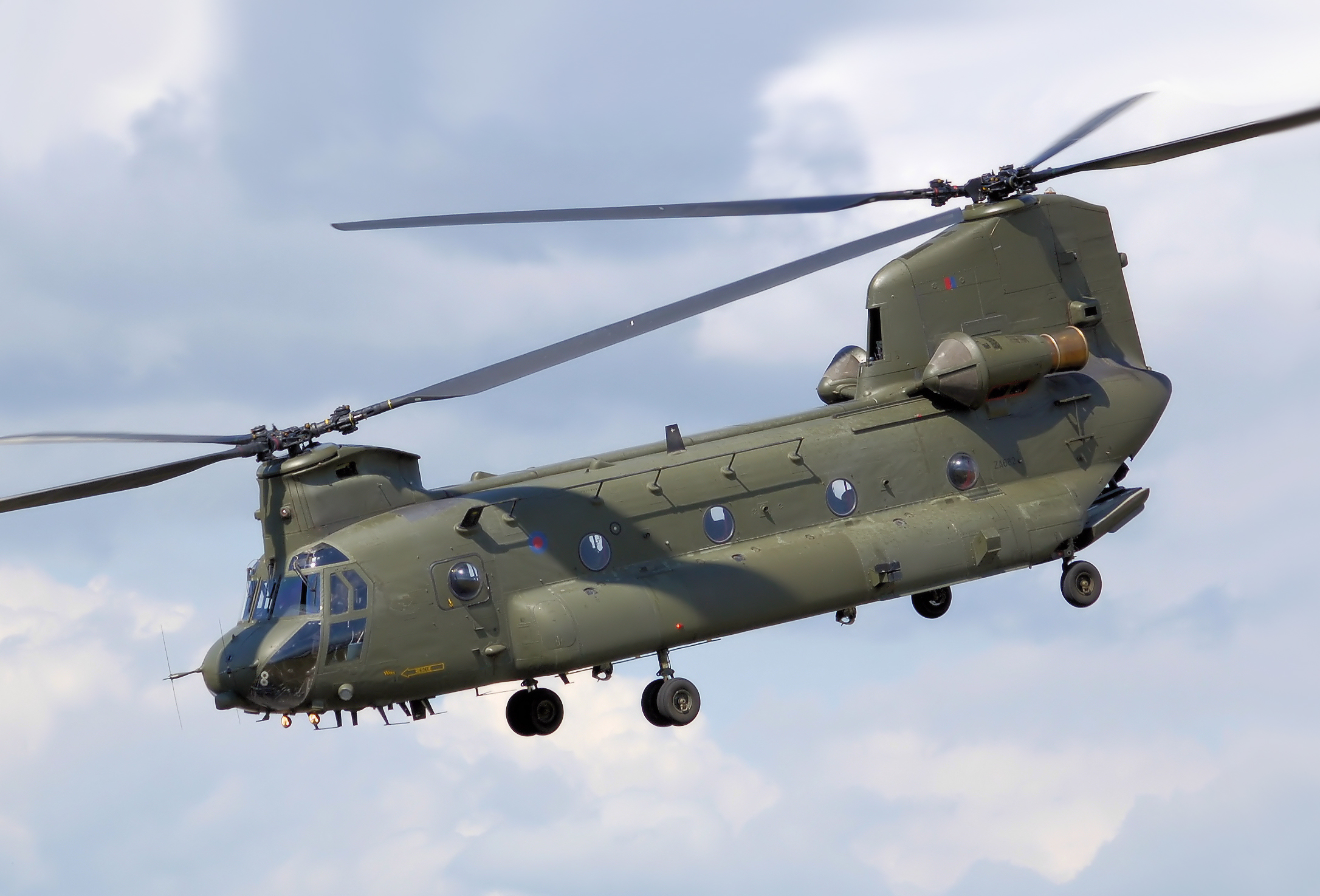
HC2 Chinook de la Royal Air Force.

Se suele usar el acrónimo inglés MTH (Medium Transport Helicopter). Son capaces de transportar pequeños vehículos militares dentro o fuera de sí. Ejemplos son el Boeing CH-47 Chinook y el NH-90.

### Helicópteros de transporte pesado
Se suele usar el acrónimo inglés HLH (Heavy Lift Helicopter). Son capaces de llevar hasta ochenta soldados o vehículos acorazados. Ejemplos son el Mil Mi-26 y el Sikorsky CH-53E Super Stallion.

## Funciones de los helicópteros de transporte

### Asalto aéreo
Un asalto aéreo o aeromóvil (también denominado caballería aeromóvil) es el movimiento de fuerzas armadas en helicóptero o avión para combatir y destruir fuerzas enemigas o para capturar y mantener posiciones claves. Además del entrenamiento regular de infantería, estas fuerzas son entrenadas en rapel y transporte aéreo, y su equipo es modificado a veces para permitir que se transporte mejor. Debido a las restricciones de carga de estas aeronaves, las tropas de asalto aéreo son generalmente infantería ligera.